# Peter Myndert Dox
Peter Myndert Dox (* 11. September 1813 in Geneva, Ontario County, New York; † 2. April 1891 in Huntsville, Madison County, Alabama) war ein US-amerikanischer Rechtsanwalt, Richter und Politiker (Demokratische Partei). Er war der Enkel des US-Abgeordneten John Nicholas.

## Werdegang
Peter Myndert Dox besuchte die Geneva Academy und graduierte 1833 am Hobart College in Geneva. Er studierte Jura, bekam seine Zulassung als Anwalt und fing dann in Geneva an zu praktizieren. Dox verfolgte ebenfalls eine politische Laufbahn. Er war 1842 Mitglied in der New York State Assembly. Dann war er von November 1855 bis zu seinem Rücktritt am 18. März 1856 Richter am Ontario County Court. Er zog dann im gleichen Jahr nach Alabama, wo er sich im Madison County niederließ. Dort ging er landwirtschaftlichen Tätigkeiten nach. Ferner nahm er 1865 als Delegierter an der verfassungsgebenden Versammlung von Alabama teil. Dox wurde dann in den 41. US-Kongress gewählt und in den nachfolgenden 42. US-Kongress wiedergewählt. Er war im US-Repräsentantenhaus vom 4. März 1869 bis zum 3. März 1873 tätig. Danach zog er sich aus dem öffentlichen Leben zurück. Er starb 1891 in Huntsville (Alabama) und wurde dort auf dem Maple Hill Cemetery beigesetzt.